# Abdij Kreuzlingen

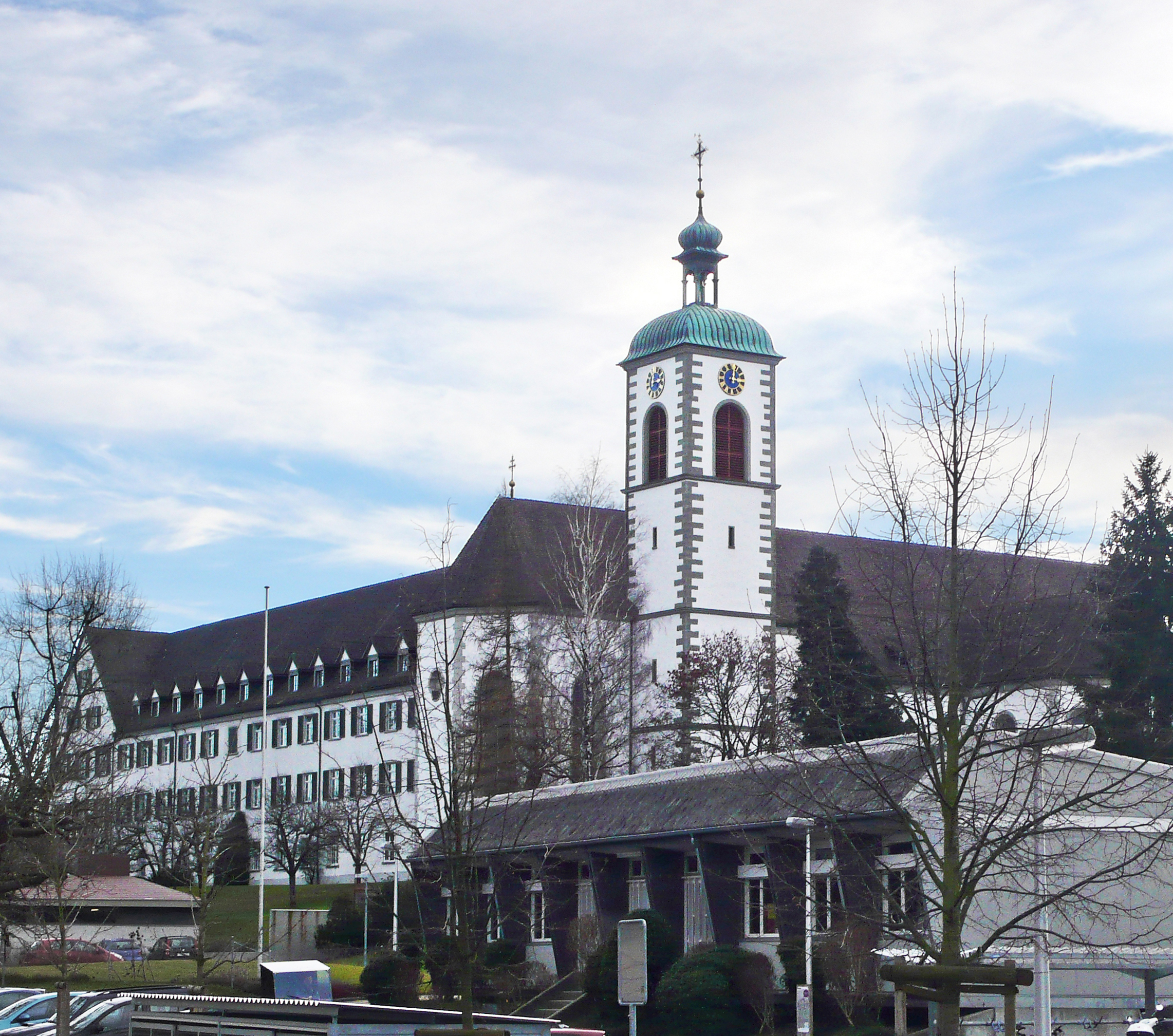
Abdij Kreuzlingen

De abdij Kreuzlingen was een tot het Heilige Roomse Rijk behorend abdijvorstendom, gelegen in het huidige Zwitserse kanton Thurgau.
Omstreeks 940 stichtte bisschop Koenraad van Konstanz voor de poorten van de stad Konstanz een hospitaal, dat Crucelin genoemd werd omdat er als relikwie een stukje van het kruis vereerd werd. Tussen 1084 en 1110 werd het hospitaal verlegd naar Münsterlingen vanwege verwaarlozing van de eerste vestiging. Bisschop Ulrich I kreeg in 1125 toestemming van keizer en paus om het hospitaal te herstellen en er een augustijner koorherensticht met vrije abtskeuze te stichten. Kreuzlingen bezat al snel rijke bezittingen aan beide zijden van het Bodenmeer. Sinds de zestiende eeuw bezat het de proosdij Riedern in het Zwarte Woud.
Ten tijde van het Concilie van Konstanz verleende de keizer de abt de waarde van rijksvorst. In 1652 werd van de bijbehorende rechten voor het laatst gebruikgemaakt.
Tijdens de Reformatie vertoefden de meeste leden van het convent aan de andere zijde van het Bodenmeer en toen zij terugkeerden, was de bevolking vrijwel geheel gereformeerd.
Tijdens de Dertigjarige Oorlog werd het klooster door Konstanz in 1633 afgebrand. In 1650 volgde een kilometer zuidwaarts de nieuwbouw.
Een van de bezittingen van de abdij was de heerlijkheid Hirschlatt. Deze werd in paragraaf 10 van de Reichsdeputationshauptschluss van 25 februari 1803 toegekend aan het vorstendom Hohenzollern-Hechingen.

Abdij Kreuzlingen
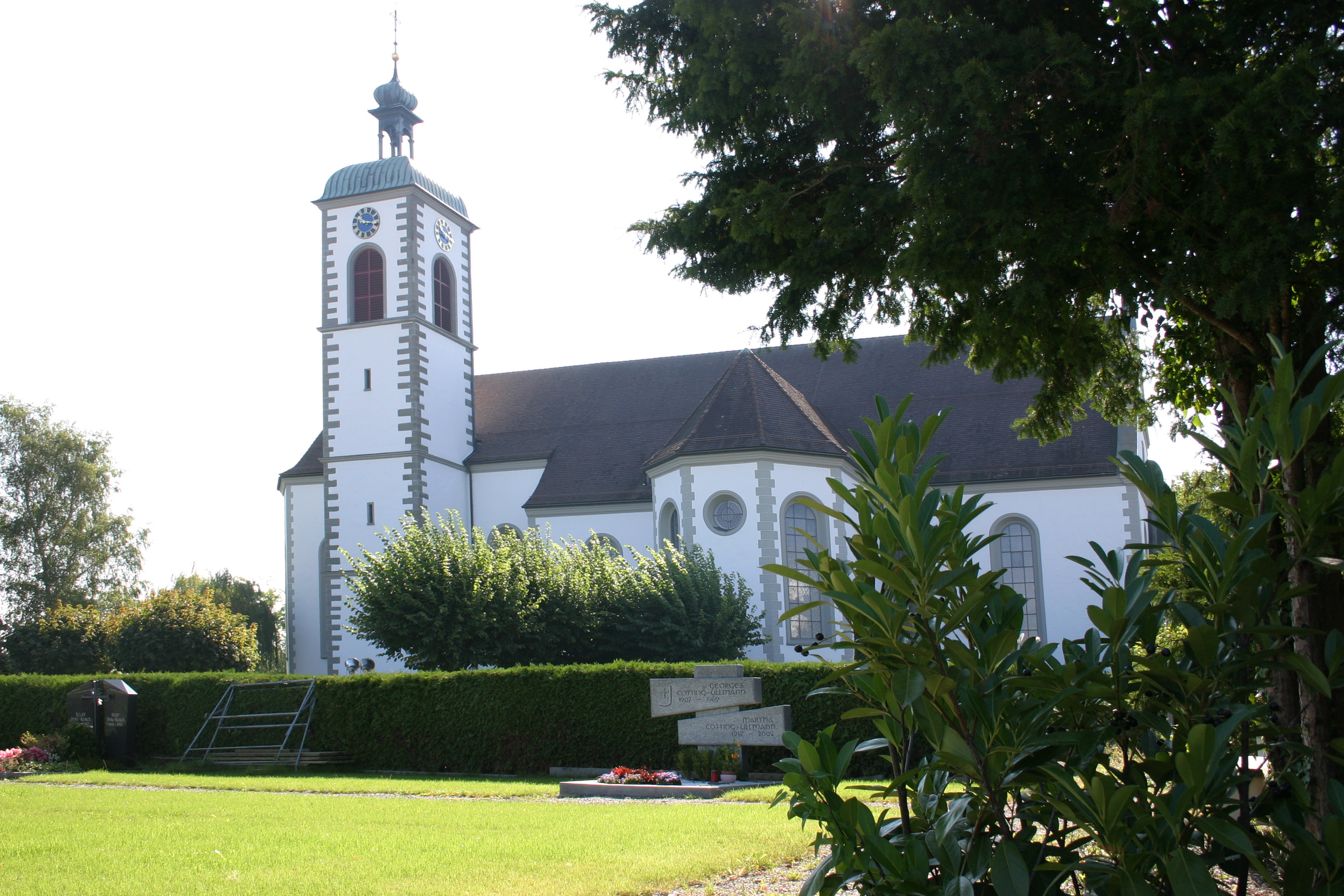
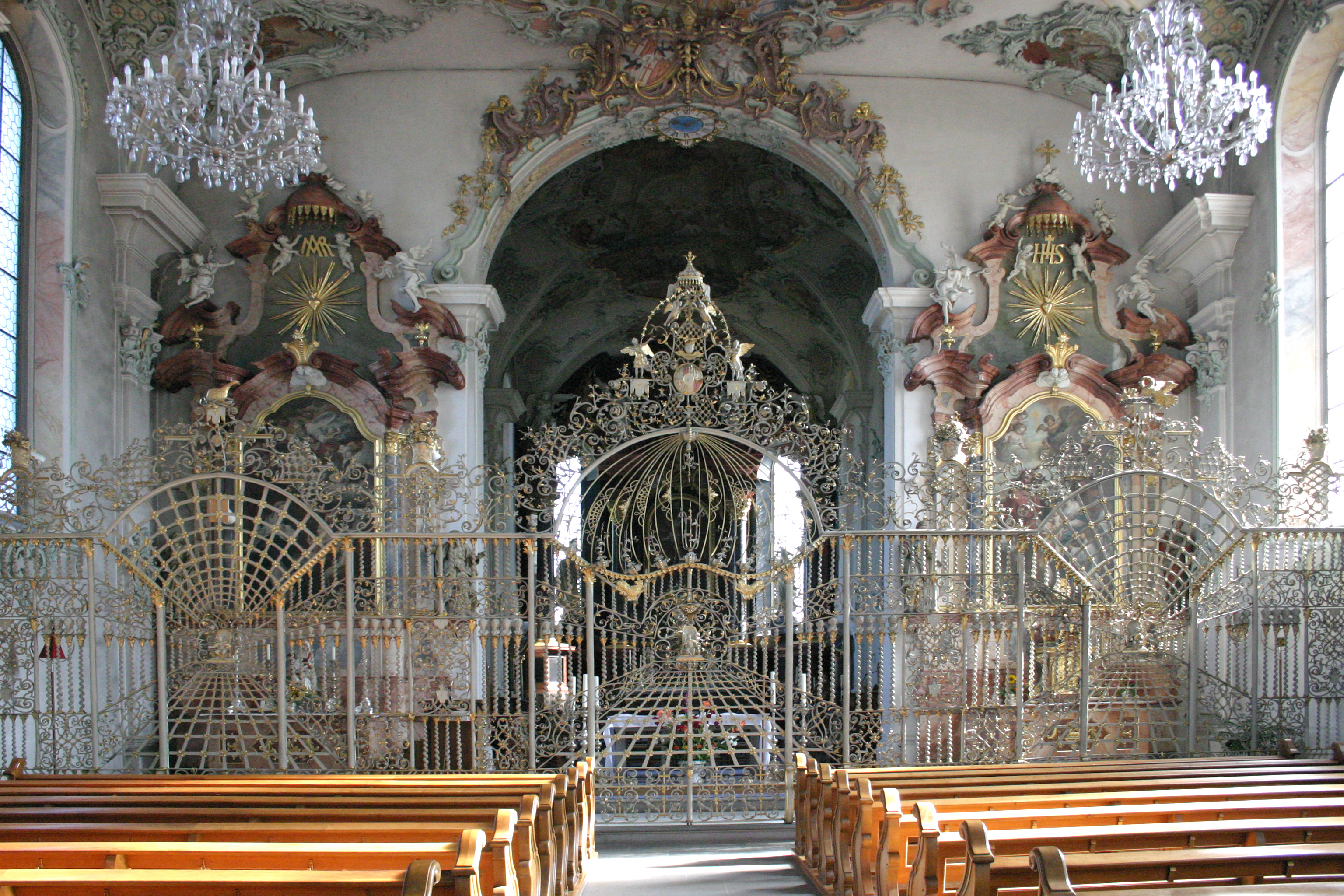
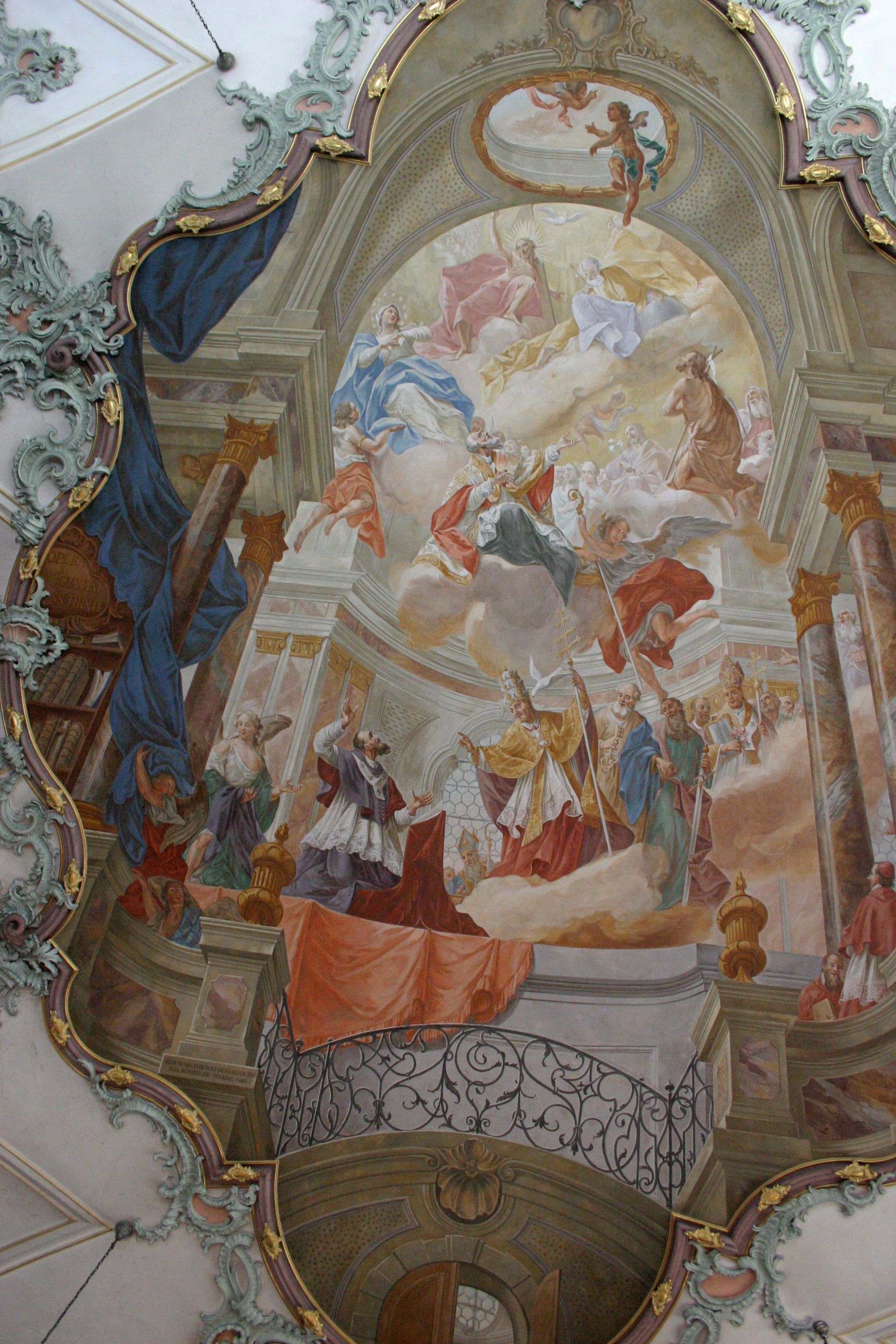
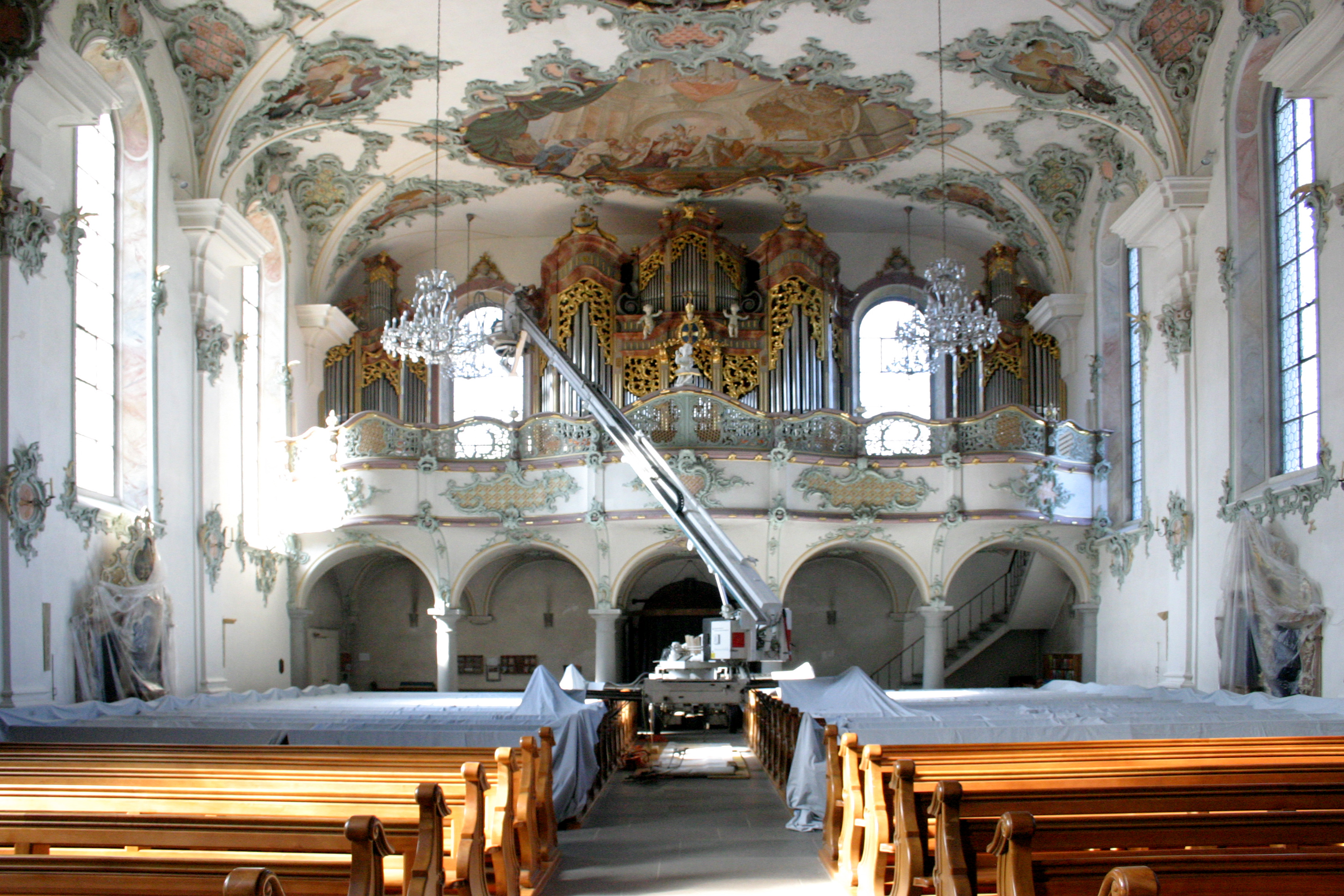
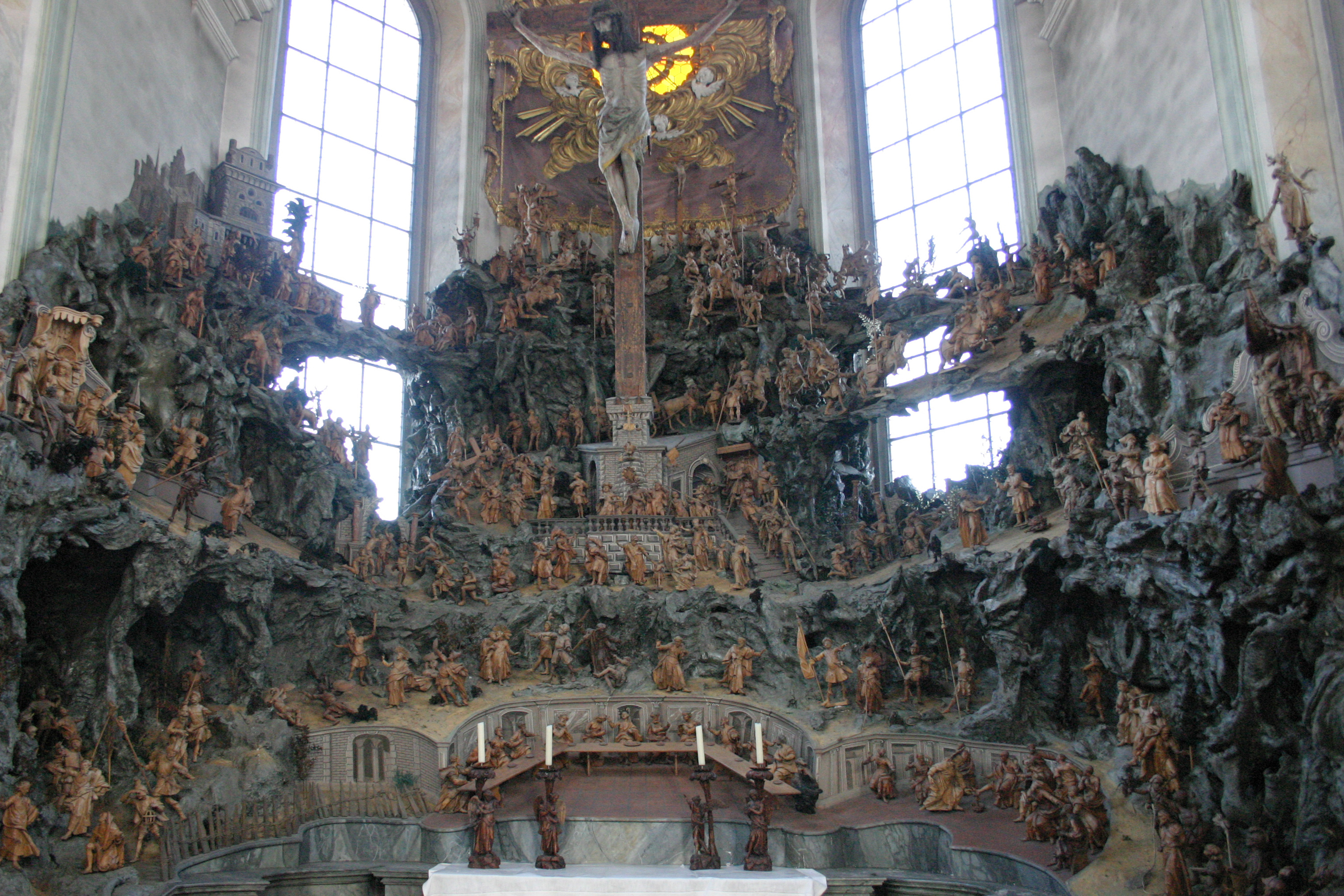